# Young Chop
Young Chop (справжнє ім'я Тайрі Піттмен) — американський хіп-хоп продюсер, підписант лейблу Warner Bros. Records. Разом з King 100 James входить до дуету Fat Gang.

## Ранні роки
Уродженець Чикаго, у 10-річному почав створювати біти. Цьому його навчив двоюрідний брат. У середній школі познайомився з репером Chief Keef, саме з ним він став співпрацювати. В Young Chop є продюсерський колектив BandKamp, до якого також входять бітмейкери Періс Бюллер, Smyles і Пу Мек. На Тайрі звернули увагу після виходу пісень «I Don't Like», «Love Sosa» та «3 Hunna».

## Дискографія

### Студійні альбоми
- 2013: Precious
- 2014: Still
- 2015: Finally Rich Too

### У складі Fat Gang
Студійні альбоми
- 2015: Fat Gang or No Gang

Мікстейпи
- 2015: Fat Gang